# الوليد بن حنيفة
الوليد بن حنيفة أبو حزابة التميمي شاعر معروف من بادية البصرة، ثم سكن البصرة واكتتب في بعث سجستان فصار إليها وكان بها مدة ثم رجع إلى البصرة وخرج مع عبد الرحمن بن محمد بن الأشعت حين خرج على عبد الملك ويقال إنه قتل معه في بعض وقائعه وكان قد وفد على يزيد بن معاوية في حياة أبيه، قال ابن عساكر في كتابه تاريخ مدينة دمشق "قرأت في كتاب أبي الفرج علي بن الحسين بن محمد القرشي...قيل لآبي حزانة لو أتيتَ يزيدَ بن معاوية لفرض لك وشرفك وألحقك بعلية قومك فلست دونهم وكان أبو حزانة يومئذ غلاما حدثا وكان معاوية حيا ويزيد يومئذ أمير فلما كثر قومه عليه في ذلك وفي قولهم إنك تشرف بمصيرك إليه قال يشرفني سيفي وقلب مجانب لكل لئيم باخل ومعلج وكري على الأبطال طرفا كأنه * ظليم وضربي فوق رأس المدجج، وهو من من بني ربيعة ابن حنظلة بن مالك بن زيد مناة بن تميم. وقال ابن منظور في كتابه (مختصر تاريخ دمشق) "[الوليد بن حنيفة] أبو خزانة التميمي من بني ربيعة بن حنظلة، شاعر معروف من بادية البصرة".